# Memória de Helena
Memória de Helena é um filme de drama brasileiro de 1969 dirigido por David Neves, baseado no romance Minha Vida de Menina (1942) de Helena Morley.

## Elenco
- Rosa Maria Penna como Helena[1]
- Adriana Prieto como Rosa[1]
- Arduíno Colassanti como Renato[1]
- Joel Barcellos como André[1]
- Humberto Mauro como Tio Mário[1]
- Olga Danitch como Namorada de Renato[1]
- Áurea Campos como Inês[1]
- Neila Tavares como Márcia[1]
- Mair Tavares como Marcelo[1]

## Prêmios
1969: Festival de Cinema de Brasília
1. Melhor Filme (ganhou)[2][nota 1]
2. Melhor Diretor (David Neves) (venceu)[nota 1]
3. Melhor Cinemarografia (David Drew Zingg) (ganhou)[nota 1]